# Лудольф, Хиоб
Хиоб (Иоб) Лудольф (нем. Hiob Ludolf; 15 июня 1624, Эрфурт — 8 апреля 1704, Франкфурт-на-Майне) — немецкий (саксонский) востоковед и африканист, один из основоположников этих дисциплин.

## Биография
Ученик Константина Эмперера.
Лудольф был полиглотом и эрудитом, изучившим 25 языков; фигура, характерная для раннего Нового времени. Совместно с Аббой Горгорисом создал первую в Европе грамматику основного языка Эфиопии — амхарского — под названием Grammatica amharicae linguae quae vernacula est Habessiorum et Lexicon amharico-latinum (Francfort, 1698). Также вместе с Горгорисом составил словарь этого языка (Lexicon aethiopico-latinum, 1699).
Занятия Лудольфа амхарским языком начались в 1649 г. (он общался с посещавшими Европу эфиопскими монахами), а его первый большой труд об Эфиопии, Historia Aethiopica, вышел в 1681 году. Его переписка с Лейбницем по лингвистике была опубликована в 1755 году Августом Бенедиктом Михаэлисом.
Племянником Хиоба Лудольфа был автор первой грамматики русского языка Генрих Вильгельм Лудольф.